# Saïda (provins)
Provinsen Saïda (arabisk: سعيدة, tr. Saʿīda; berbisk: ⵙⴰⵢⴷⴰ, tr. Sɛida) er en af Algeriets 48 provinser (arabisk: ولاية, fransk: wilayah). Administrationscenteret er byen Saïda.